# Полушкино (платформа)
Полу́шкино — остановочная платформа Смоленского направления МЖД в Одинцовском районе Московской области.
Названа по деревне Полушкино, расположенной южнее платформы. Бывший разъезд.
Состоит из двух платформ, соединённых только настилом через пути. Не оборудована турникетами. К востоку от платформы — переезд автодороги через железнодорожные пути. Пассажирский павильон располагается на южной платформе. Касса в настоящее время (2015) работает.
Время движения от Белорусского вокзала — около 1 часа 15 минут.